# Pickeringia
Pickeringia es un género de plantas con flores con dos especies perteneciente a la familia Fabaceae.

## Especies
- Pickeringia montana
- Pickeringia paniculata